# گئورگ مولر
 جرج مولر (انگلیسی: Georg Moller؛ ۲۱ ژانویهٔ ۱۷۸۴ – ۱۳ مارس ۱۸۵۲) یک معمار اهل آلمان بود.